# Dipodomys
Genre
Dipodomys est un genre de petits rongeurs de la famille des Heteromyidae. Ce sont des rats-kangourous, qui ne doivent pas être confondus avec les marsupiaux du même nom, de la famille des Potoroidae.
Ce genre a été décrit pour la première fois en 1841 par le zoologiste britannique John Edward Gray (1800-1875).

## Liste d'espèces
Selon Mammal Species of the World (version 3, 2005)  (14 nov. 2012), ITIS (14 nov. 2012), NCBI (14 nov. 2012) et Catalogue of Life (14 nov. 2012) :
- Dipodomys agilis Gambel, 1848
- Dipodomys californicus Merriam, 1890
- Dipodomys compactus True, 1889
- Dipodomys deserti Stephens, 1887 - Rat-kangourou du Pacifique[2]
- Dipodomys elator Merriam, 1894 - Rat-kangourou du Texas[2]
- Dipodomys elephantinus - espèce reconnue seulement par NCBI (selon MSW : Dipodomys venustus sous-espèce elephantinus )
- Dipodomys gravipes Huey, 1925
- Dipodomys heermanni LeConte, 1853
- Dipodomys ingens (Merriam, 1904)
- Dipodomys insularis Merriam, 1907 - selon MSW : Dipodomys merriami sous-espèce insularis
- Dipodomys merriami Mearns, 1890
- Dipodomys microps (Merriam, 1904)
- Dipodomys nelsoni Merriam, 1907
- Dipodomys nitratoides Merriam, 1894
- Dipodomys ordii Woodhouse, 1853 - Rat-kangourou d'Ord[2]
- Dipodomys panamintinus (Merriam, 1894)
- Dipodomys phillipsii Gray, 1841
- Dipodomys simulans Merriam, 1904
- Dipodomys spectabilis Merriam, 1890
- Dipodomys stephensi (Merriam, 1907)
- Dipodomys venustus (Merriam, 1904)

Selon Paleobiology Database (14 nov. 2012) :
- Dipodomys agilis
- Dipodomys compactus
- Dipodomys deserti
- Dipodomys gidleyi
- Dipodomys hibbardi
- Dipodomys ingens
- Dipodomys merriami
- Dipodomys microps
- Dipodomys nitratoides
- Dipodomys ordii
- Dipodomys pattersoni
- Dipodomys spectabilis